# Embalse de Prada

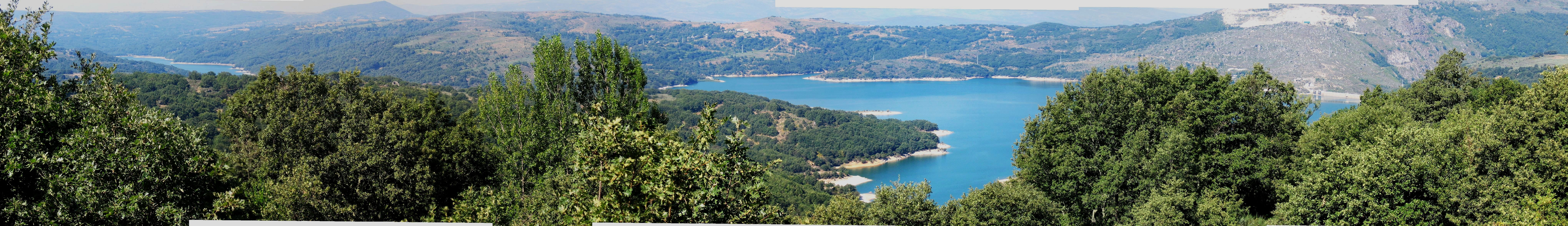
Panorámica del embalse de Prada.

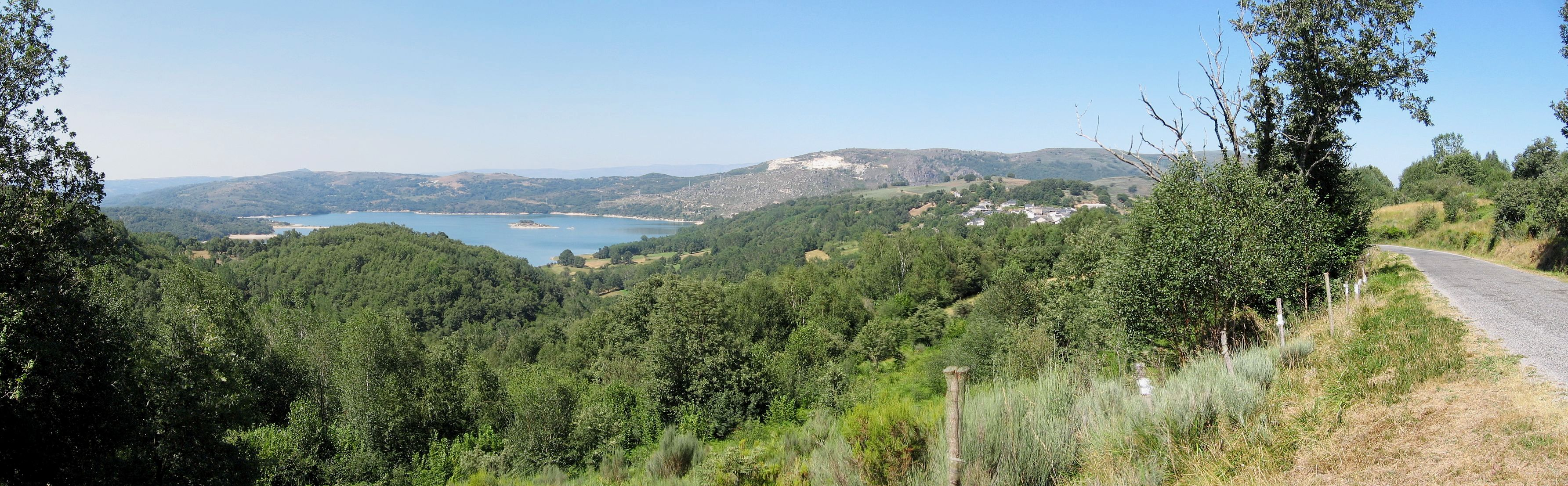
Embalse de Prada.

El embalse de Prada es un pantano artificial creado entre 1955 y 1958 sobre el río Jares, situado en el término municipal de La Vega.
Su construcción provocó la inundación de la Alberguería en 1958.